# Distretto di Alian
Il distretto di Alian (阿蓮區S, Ālián QūP) è un distretto della municipalità di Kaohsiung, situata a Taiwan.